# María Fernanda Neil
Marìa Fernanda Neil (Recreo, 19 ottobre 1982) è una cantante, attrice e modella argentina.

## Carriera
Fernanda Neil è alla prima esperienza televisiva nel 1998 con Verano del '98. Nello stesso anno è nel cast della soap Chiquititas nel ruolo di Martina. In seguito alla sua partecipazione a Rebelde Way (2002-2003) nel ruolo di Fernanda Peralta Ramos, il personaggio per cui è nota, ottiene ruoli minori in diverse telenovelas. Nel 2006 ha partecipato a El refugio. È stata una dei cinque protagonisti. Nel 2010 partecipa al Grande Fratello dei famosi classificandosi quarta. È stata protagonista di Next uno spettacolo teatrale insieme alle amiche Daniela Nirenberg e Micaela Vazquez.

## Filmografia

### Cinema
- 100% Lucha, la película, regia di Juan Iribas (2008)
- Los Superagentes, la nueva generación, regia di Daniel De Felippo (2008)

### Televisione
- Chiquititas – serial TV (1998-1999)
- Verano del '98 – serial TV (2000)
- Provócame – serial TV (2001)
- Rebelde Way – serial TV (2002-2003)
- Flor - Speciale come te (Floricienta) – serial TV (2004)
- Doble vida – serial TV (2005)
- El refugio – serial TV (2006)
- La ley del amor – serial TV (2006–2007)
- Gran Hermano Famosos - reality TV (2007)
- Don Juan y su bella dama – serial TV (2008)
- Dromo – serie TV (2009)
- Alguien que me quiera – serial TV (2010)

## Doppiatrici italiane
Nelle versioni in italiano dei suoi film, María Fernanda Neil è stata doppiato da:
- Francesca RinaldI in El refugio[1]